# Hermann Egon (Fürstenberg-Heiligenberg)

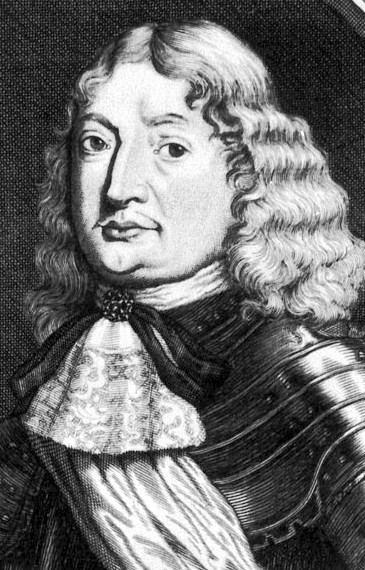
Hermann Egon von Fürstenberg-Heiligenberg

Hermann Egon von Fürstenberg-Heiligenberg (* 5. November 1627; † 10. September 1674 in München) war Oberhofmeister, Kämmerer, Geheimrat und Hofmarschall des bayrischen Kurfürsten Ferdinand Maria und spielte 1658 bei der Kaiserwahl in Frankfurt mit seinen Brüdern Franz Egon und Wilhelm Egon eine wichtige Rolle. 1664 wurde er zusammen mit diesen Brüdern in den Reichsfürstenstand erhoben.

## Leben
Hermann Egon von Fürstenberg wurde als vierter Sohn von Graf Egon VIII. von Fürstenberg-Heiligenberg und der Gräfin Anna Maria von Hohenzollern-Hechingen (1603–1652) geboren.
Er studierte 1639–1643 in Köln, dann 2 Jahre an der Universität Löwen. 1651 wurde er Geheimer Rat am Hof des alten Kurfürsten Maximilian I. von Bayern. 1655 überließen ihm seine geistlichen Brüder ihren Anteil am Erbe gegen eine Abstandzahlung; 1657 erzielte er auch einen wirtschaftlichen Ausgleich mit seinem Bruder Ferdinand Friedrich.

### Der Aufstieg in den Reichsfürstenstand
Die Fürstenberger gehörten dem Reichsgrafenstand an. 1664 wurden Hermann Egon und seine geistlichen Brüder Franz Egon und Wilhelm Egon von Kaiser Leopold in den Fürstenstand erhoben.

### Gegen seinen Kaiser
1672 riet er dem bayrischen Kurfürsten vom Kriegseintritt gegen Frankreich ab, wodurch er sich den Unwillen Kaiser Leopolds zuzog.
Nach seinem nach einem Schlaganfall erfolgten Tod 1674 in München wurde er in der Schlosskapelle zu Heiligenberg beigesetzt.

## Ehe und Nachkommen
Hermann Egon heiratete 1655 in Stühlingen Gräfin Maria Franziska von Fürstenberg-Stühlingen (* 7. August 1638; † 24. August 1680 in Weitra). Mit ihr hatte er acht Kinder:
- Anton Egon (* 23. April 1656; † 10. Oktober 1716)
- Felix Egon (* 25. November 1657; † 5. März 1686 in Köln); Großpropst des Kurfürstentums Köln
- Anna Adelheid (* 16. Januar 1659; † 13. November 1701 in Brüssel) ⚭ Fürst Eugen Alexander von Thurn und Taxis
- Maria Franziska (* 17. September 1660; † 8. Juni 1691) ⚭ 1687 Fürst Wilhelm Hyazinth von Nassau-Siegen
- Ferdinand Max Egon (* 24. Oktober 1661; † 6. Mai 1696 in Paris); französischer General
- Emanuel Franz Egon (* 7. März 1663; † 6. September 1688 vor Belgrad); kaiserlicher Oberst ⚭ 1685/1686  Maria Katharina Charlotte von Wallenrodt (* 1648; 4. April 1726), Witwe von  Franz Anton von der Marck-Schleiden († 1680)
- Tochter (*/† 5. Juni 1665)
- Johann Egon (* 7. Mai 1667; † vor 1670)